# Óscar Carmona
António Óscar de Fragosa Carmona, född 24 november 1869, död 18 april 1951, var en portugisisk militär och politiker.
Carmona utnämndes 1919 till överste, blev 1922 general och 1923 portugisisk krigsminister. Efter Manuel de Oliveira Gomes da Costas statskupp 1926 blev han medlem av det triumvirat som övertog makten. Inom gruppen uppstod snart slitningar, och Carmona hotade att avgå, men konflikten slutade 9 juli 1926 med att han arresterade Costa och själv satte sig i spetsen för en militärdiktatur. I Paris organiserades en fientlig kupp mot Carmona. Ledare för kuppen var förre presidenten Bernardino Machado. Med användande av militär lyckades Carmona slå ned uppror i februari 1927 och augusti 1927. År 1932 överlämnade han regeringsmakten till António de Oliveira Salazar, som dittills hade varit hans finansminister, men han förblev president till sin död.